# История футбола в Волгограде
История футбола в Волгограде — этапы становления и развития футбола в Волгограде с начала XX века и до сегодняшнего дня.

## Футбол до Октябрьской революции

Команда футболистов завода «Дюмо» (Царицын). 1916 год. Слева направо: Верхний ряд: И. Кошелев, Жерар, П. Кошелев, И. Косенков, В. Панков. Нижний ряд: Петелье, Н. Щербаков, Роод, Бардо, Брюнок.

Футбол в Царицыне до Великой Октябрьской социалистической революции был плохо развит. Однако первые игроки любители футбола работали в администрации нефтебазы фабриканта Нобеля ещё в 80-х годах XIX века.
В период 1909—1911 гг. в Царицыне насчитывалось всего лишь 20 человек, регулярно занимавшихся футболом. Игроков зачастую не хватало даже для того, чтобы провести двухстороннюю встречу.
Весной 1909 года в Царицыне, благодаря совместным усилиям братьев Кошелевых и Сутыриных, были организованы две команды — «Штурм» и «Штандарт». В их состав вошли служащие завода и учащаяся молодёжь — дети служащих. Это способствовало появлению в городе в последующие годы (1910—1912) уличных футбольных команд. Большая тяга к футболу и желание померяться силами заставили рабочих искать подходящее место для проведения тренировок и игр. Такое место было облюбовано на пустыре около железной дороги (на этом месте ныне разбит городской сад). Здесь в 1912 году силами самих рабочих была оборудована игровая площадка, на которой стали тренироваться и проводить встречи под руководством К. М. Ковалёва первые футболисты города Царицына из числа учащихся гимназий и служащих ближайших учреждений.
Однако, несмотря на усилия энтузиастов и почитателей, развитие футбола в городе шло медленными темпами. Правда, в последующие годы (1912—1916) в городе появились и другие любительские команды и способные спортсмены. Так, в 1914 году группа рабочих завода «Дюмо» (ныне «Красный Октябрь») под руководством В. П. Панкова оборудовали футбольное поле около проходных ворот завода (здесь был расположен старый стадион СК «Монолит») и стали проводить регулярные тренировки. По примеру заводских рабочих в 1915 году железнодорожники Царицына организовали свою команду и назвали её СКОПС.
Первая мировая война значительно затормозила и без того медленное развитие футбола в Царицыне. Многие футболисты были призваны в царскую армию. Тем не менее «дикие» команды продолжали создаваться не только в центре города, но и на его окраинах. Так, на площадке Южного посёлка (ныне площадь Возрождения) завода «Дюмо» усилиями чехов Ковбы, Кобернау, Копецкого, Штумпфа и др. была создана команда из числа военнопленных. В 1916 году заводские рабочие организовали команду «Республика», которая пережила революцию и гражданскую войну.
К тому времени футбольная лихорадка уже захлестнула Царицын. Команды создавались при фабриках и конторах. Коммунальщики организовали команду «Коммунар», железнодорожники — «Красный лев». На первой в городе спортплощадке на Сенной площади разгорались яростные баталии между городской и губернской командами «Олимпия» и «Кречет», последняя была основана весной 1917 года учащимися городских училищ.

## Футбол после Октябрьской революции
После Великой Октябрьской социалистической революции усилиями партийных, комсомольских и профсоюзных организаций в городе были построены стадионы, игровые площадки, залы и другие спортивные сооружения.
В 1922 году команду «Республика» переименовали в «Красный Октябрь». Поиграть с металлургами приезжали даже гости из других городов.
Появляется большое количество команд, таких как «Стрела» (организатор П. Мальцев), «Сокол», «Земля и лес», «Марат», «Спарта», «25 Октября», «Красный молот», «Красная звезда», и многих других.
В период строительства тракторного завода при заводе было создано спортивное общество «Тракторостроитель», которое впоследствии было переименовано в «Трактор». В 1928 году на территории Тракторозаводского района построили стадион с деревянными трибунами. В 1929 году команда «Трактор» принимала участие в товарищеских играх, которые проводились в городе, а в 1930 году была включена в число участников розыгрыша первенства города.
Вскоре команда тракторостроителей стала серьёзно соперничать с более опытным коллективом завода «Красный Октябрь». Краснооктябрьцы в то время успешно выступали против команд Астрахани, Краснодара, Самары, Борисоглебска.
Первый международный матч футбольных клубов Сталинграда состоялся 24 июля 1930 года. «Красный Октябрь» встретился дома со сборной Нижней Австрии. Встреча закончилась разгромом для волжан со счётом 0:7.

## Сборная Сталинграда
Помимо клубных коллективов, в городе были созданы две сборные команды, в которые вошли лучшие футболисты заводов, фабрик и предприятий (А. Воеводин, И. Горячев, Н. Дураков, К. Ковалёв, А. Мальцев, А. Сотников, братья Степановы, Г. Тимошенко, С. Четаев, А. Бесчастников, С, Воеводин, В. Ершов, Б. Ковалёв и др.).
Футболисты Сталинграда, помимо внутригородских, стали проводить и междугородские соревнования. Так, спортсмены «Коминтерна» и «Красного Октября» П. Андреев, В. Ершов, И. Журавлёв, К. Ковалёв, братья Степановы, П. Корниенко, В. Комов, А. Мальцев, А. Несыпавов, А. Федянии и С. Четаев провели ряд товарищеских встреч с командами Астрахани, Саратова, Энгельса и др. городов. Эти игроки составили костяк сборной Сталинграда.
Крупных успехов сталинградские футболисты добились в начале и середине 1930-х годов, когда проводились соревнования сборных команд городов, областей, краёв и республик.
Для участия во второй Поволжской спартакиаде, состоявшейся в 1923 году в Казани, была составлена сборная команда в составе: вратарь А. Шахиниади, полевые игроки — А. Москалёв, А. Синицын, Н. Горячев, К. Ковалёв, И. Степанов, П. Андреев, П. Корниенко, А. Федянин, В. Степанов, В. Александров. Выступая впервые в таком большом и ответственном соревновании, команда потерпела сокрушительное поражение от футболистов Самары — 1:8 и выбыла из дальнейших игр.
Вскоре впервые в Сталинграде был организован междугородный турнир с участием команд Тбилиси и Новороссийска. Так как каждая из команд одержала по одной победе и потерпела по одному поражению: Сталинград — Новороссийск 1:4, Сталинград — Тбилиси 2:0, Новороссийск — Тбилиси 0:1, то вопрос о победителе остался открытым.
Такое крупное для тех времён соревнование несомненно стимулировало дальнейшее развитие футбола в городе. В эти годы, и особенно в 1923—1925 гг., были созданы физкультурные кружки при предприятиях и организациях города, в каждом из которых имелась футбольная команда. Это были годы массового развития футбола. Именно эти годы следует считать периодами становления мастерства лучших футболистов и команд города.
Первый международный футбольный матч сборной состоялся 26 июля 1930 года, когда сборная города принимала у себя команду Нижней Австрии. Эта встреча закончилась ничейным результатом 2:2.
Отлично выступала сборная Сталинграда (К. Беликов, А. Киреев, Н. Покровский, М. Свинцов, Г. Шляпин и др.) и на Поволжских спартакиадах 1934 и 1935 годов.
В середине мая 1936 года на тракторном заводе решили все спортивные команды завода организовать правильно, в духе того времени. И поэтому на заводе было создано добровольное спортивное общество, в которое вошли 873 физкультурника. В их число попали и футболисты заводской команды. Это добровольное общество стало филиалом Всесоюзного спортивного общества тракторной промышленности.
В тот год (1936) сборной Сталинграда предстояло отстаивать своё чемпионство в 3-й Поволжской спартакиаде. И перед таким грандиозным спортивным событием сборная города проводила ряд товарищеских игр (преимущественно со сборными других городов). Основой сборной города были футболисты тракторного — защитникн Ф. Клочков и И. Тяжлов, полузащитник С. Колесников, нападающие К. Вавилов и В. Ливенцов.
После успешных матчей со сборными Запорожья и Воронежа, закончившихся с одинаковым счётом 2:0, 25 мая сборная Сталинграда встречалась с командой «Буревестник» (Ростов-на-Дону). Тот матч из резкого и быстрого, изобилующего острыми, но не использованными моментами, перешёл в открытую грубость. Пришлось даже по обоюдному согласию сторон заменить судью Дубровина, не сумевшего справиться с разгорячёнными игроками. Многострадальный матч все же был доигран, на табло была ничья — 1:1.
27 мая сборная Сталинграда встречалась на своём поле с соперником, который ещё не раз в последующем будет вставать на пути команды во всесоюзных соревнованиях — с командой Харьковского тракторного завода. А в этот раз «Сталинград» праздновал крупную победу — 8:0. Четыре мяча забил В. Ливенцов и по два Г. Шляпин и С. Проценко. И этот матч, надо сказать, проходил грубо — вместе с двумя харьковчанами был удалён и С. Проценко.
И вот после ещё нескольких товарищеских матчей (со сборной Астрахани — 5:1, командой Николаевского завода им. А. Марти (в будущем — известный «Судостроитель») — 2:2). Сборная Сталинграда была фаворитом тех соревнований, и поэтому никто не удивлялся, когда сталинградцы громили «под орех» своих оппонентов — Энгельс (8:0), Казань (4:0), Ярославль (8:2), Чебоксары (9:0). Посопротивлялся Куйбышев (2:0). Но, как иногда бывает, «шапкозакидание» и «звёздная болезнь» до добра не довели. После упорного, а главное, проигранного матча со сборной Саратова (2:3), последовало ещё одно непредсказуемое поражение от сборной Горького (0:4), и как итог — только второе место.
Вернувшихся домой (Спартакиада проходила в Куйбышеве) футболистов встретили в штыки. Команду завода «Красный Октябрь» не допустили к розыгрышу Кубка ВЦСПС, некоторым «заевшимся» футболистам было выражено общественное порицание.
Повезло больше всех представителям тракторного завода — у них появился покровитель. Когда Спартакиада ещё шла, на тракторном заводе состоялась (7 июля) конференция работников тракторной промышленности, на которой было утверждено новое всесоюзное спортивное общество «Дзержинец». Были приняты устав, форма и значок общества. Форма дзержинцев — голубая с белой полосой. Значок — ромб с изображением буквы «Д» и гусеничного трактора. А неделю спустя после этого исторического для футбольной команды тракторного завода события начался первый розыгрыш Кубка Всесоюзного комитета по делам физкультуры (известного ныне просто как Кубок страны), в рамках которого команда СТЗ — «Дзержинец» — должна была провести свои первые официальные игры.

## Предвоенные годы

ФК «Трактор» Сталинград на стадионе «Динамо». 1938 год

Особенно большого расцвета сталинградский футбол достиг в предвоенные годы. Команда тракторного завода в те далекие годы была очень популярна и любима в Сталинграде, и особенно среди рабочих завода. Состав команды был в основном из рабочих и служащих предприятия и студентов механического института. Он был таков: вратарь — Н. Деревянко, защита — П. Великанов и Л.Кабов, полузащита — В. Стольников, Г. Тимошенко и В. Харченко, в нападении — А. Вологин, С. Титов, В. Умыскин, П. Нестеров, Н. Беркман. Этот состав был основным вплоть до 1934 года, хотя в него периодически приходили игроки из второй заводской команды.
Тренировки, как правило, проходили в вечернее время. Отработав смену, футболисты стремглав мчались на стадион. Никто к этому их не обязывал, но никогда тренировки не срывались, все приходили вовремя.
Стадион «Трактор» располагался в Верхнем посёлке и вмещал всего 5—6 тысяч зрителей. Но народу собиралось гораздо больше. В 1940 году трибуны расширили, но всё равно сотни болельщиков занимали небольшую горку рядом со стадионом и с неё наблюдали за тем, что происходило на футбольном поле. Эта горка, как театральная галёрка, жила своей жизнью, и некоторые устремлялись туда не для того, чтобы сэкономить на билетах, а чтобы посудачить о футболе, о любимой команде. А на стадионе заполнялись даже проходы и легкоатлетические секторы.
В своих первых сезонах чемпионата страны команда тракторостроителей состояла преимущественно из воспитанников горловского футбола: Г. Иванова, В. Ливенцева, А. Пономарёва, А. Сапронова, Б. Терентьева, И. Тяжлова, А. Усова.
За короткий срок футболисты «Тракторостроителя», позже «Трактора», сумели не только стать сильнейшими в городе, но и оказаться в числе команд, оспаривающих первенство Советского Союза. Футболисты тракторного завода Г. Иванов, А. Пономарёв, В. Ливенцов, А. Усов, В. Проворнов, А. Копылов, И. Тяжлов, Ф. Клочков, Л. Кабов, А. Сапронов, В. Сотников, С. Колесников при активной поддержке спортсменов завода «Красный Октябрь» А. Рудина, С. Проценко, В. Ермасова, под руководством тренера Ю. Ходотова, заняв первое место в классе «Г» в 1938 году, в числе 26 сильнейших команд были допущены к участию в первенстве Советского Союза. Новички оказывали не только достойное сопротивление, но зачастую становились победителями сильнейших команд страны. Занятое футболистами в первенстве СССР в 1939 году 4-е место достаточно красноречиво говорит об успехах сталинградцев.
Несмотря на то, что в 1941 году ведущие игроки команды А. Пономарёв, С. Проценко, В. Проворнов и Г. Иванов были переведены в первую команду профсоюзов, сталинградцы успешно начали сезон и после 9 игр находились на 2-м месте. Но игры прекратились в связи с вероломным нападением нацистской Германии. Часть футболистов-сталинградцев вместе с заводом были эвакуированы в Челябинск, где самоотверженной работой внесли вклад в дело победы над врагом. Но некоторые (А. Григорьев, А. Рудин, К. Беликов и др.) стали защитниками осаждённого города.

## Матч «На руинах Сталинграда»
Основная статья: Матч «На руинах Сталинграда»
Это было 2 мая 1943 года в Сталинграде — городе, где недавно отшумела величайшая в истории войны битва.
Перед сталинградцами стояло множество проблем, связанных с восстановлением города. Не снималась и задача помощи фронту. И в такое трудное время было решено провести в городе спортивный праздник с приглашением на товарищеский матч футболистов московского «Спартака».
После разгрома немецко-фашистских войск под Сталинградом, — рассказывал вратарь «Трактора» В. Ермасов, — я был назначен ответственным секретарём областного совета «Динамо». Тогда-то и возникла мысль об организации матча.

В начале апреля меня вызвали к секретарю обкома партии А. С. Чуянову. Здесь уже были председатель первого облсовета «Динамо» А. И. Воронин и секретарь обкома комсомола В. И. Лёвкин.
— Хорошо бы на майские праздники организовать междугородную футбольную встречу. К игре готовились тщательно. Выбрали место для матча. Наиболее пригодным для встречи в то время оказался стадион «Азот» в Бекетовке. Возникло много трудностей — с оборудованием поля, трибун, с формой, питанием и т. д. Но спортсмены, понимающие значение этого матча, проводившегося в разрушенном городе, приложили все усилия для того, чтобы он прошёл на должном уровне.

— Около десяти тысяч болельщиков собралось на стадионе,— вспоминает участник матча, капитан сталинградской команды, выступавшей под флагом «Динамо», мастер спорта К. Беликов. Он прошёл интересно и был насыщен острыми
моментами. Как мне потом сказали спартаковцы, они не ожидали встретить с нашей стороны серьёзного сопротивления — ведь у нас был по существу несыгранный коллектив. Но сталинградцы не только выстояли, но и сумели победить. Во время одной из контратак А. Моисеев сильным ударом в верхний угол ворот забил единственный в этом матче гол. Несмотря на отчаянные усилия, «Спартаку» не удалось сравнять счёт. Великолепно сыграл В. Ермасов, много раз выручавший команду от, казалось бы, безнадёжных мячей.

## Послевоенные годы
Из довоенной плеяды местных игроков в «Тракторе» остались немногие — В. Ермасов, А. Рудин, К. Беликов, И. Тяжлов, Н. Покровский, В. Матвеев, С. Попков, С. Плонский. Влились в коллектив Ю. Белоусов, А. Шеремет, В. Шведченко, П. Бадин, А. Колосов, П. Калмыков, С. Арзамасцев. В 1947 году выступал и известный впоследствии хоккеист — чемпион мира, а тогда юный М. Бычков.
Этот сезон в принципе сложился удачно. «Трактор» завершил чемпионат на 9-м месте, а могли занять и 5-е, не проиграй на финише три встречи подряд московским клубам. Один из этих матчей, «Трактор» — ЦДКА, завершился победой армейцев — 5:0. Начало игры не предвещало такой крупной неудачи. Обе команды нервничали, обе стремились как можно быстрее забить гол. Первыми успеха добились армейцы. А когда вскоре «Трактор» упустили верную возможность сквитать счёт (Шведченко пушечным ударом направил мяч в штангу), инициативой окончательно завладели гости — будущие чемпионы страны.

## Чемпионат мира 2018 в Волгограде
Основная статья: Чемпионат мира по футболу 2018
2 декабря 2010 года в Цюрихе было оглашено имя страны-хозяйки Чемпионата мира: ею стала Россия. По результатам голосования Россия победила уже во втором туре, набрав более половины голосов.
29 сентября 2012 года в прямом эфире телепередачи «Сегодня вечером с Андреем Малаховым» на Первом канале был назван список городов, в которых пройдут матчи ЧМ-2018. В списке из 11 городов оказался и город-герой Волгоград.
3 апреля 2018 года была открыта Волгоград Арена.
С 18 июня по 28 июня состоялось 4 матча.
| Дата         | Команда 1         | Счёт | Команда 2 | Этап     | Посещаемость | Заполняемость |
| ------------ | ----------------- | ---- | --------- | -------- | ------------ | ------------- |
| 18 июня 2018 | Тунис             | 1:2  | Англия    | Группа G | 41 064       | 93,94 %       |
| 22 июня 2018 | Нигерия           | 2:0  | Исландия  | Группа D | 40 904       | 93,57 %       |
| 25 июня 2018 | Саудовская Аравия | 2:1  | Египет    | Группа A | 36 823       | 84,23 %       |
| 28 июня 2018 | Япония            | 0:1  | Польша    | Группа H | 42 189       | 96,51 %       |